# Bobcatsss
BOBCATSSS es una conferencia internacional que trata temas de biblioteconomía, información y documentación, organizado anualmente de forma conjunta, bajo los auspicios de EUCLID (European Association for Library & Information Education and Research) y los estudiantes europeos de estas disciplinas. Este congreso está dirigido a estudiantes, profesores, trabajadores y profesionales del campo de la biblioteconomía y las ciencias de la información.
BOBCATSSS es un acrónimo de las ciudades fundadoras del primer simposio, que se llevó a cabo en 1993: Budapest, Oslo, Barcelona, Copenhague, Ámsterdam, Tampere, Stuttgart, Szombately y Sheffield. En los últimos años, universidades de otras ciudades también han participado en la organización del evento: Borås, Riga, Járkov, Moscú, Tallin, Torun, Varsovia, Sofía, Ljubljana, Cracovia, Bratislava, Praga, Osjiek, Zadar, Berlín, Potsdam, Oporto, Ankara, Parma, Brno, París, Lyon y Knoxville.

## Congresos
| Año  | Lugar de celebración   | Tema |
| ---- | ---------------------- | --- |
| 1993 | Budapest, Hungría      | The Role of Libraries Today, Tomorrow and Beyond                                                                    |
| 1994 | Budapest, Hungría      | The Future of Librarianship                                                                                         |
| 1995 | Budapest, Hungría      | Marketing and Development of New Information Products and Services in Europe                                        |
| 1996 | Budapest, Hungría      | Quality of Information Services                                                                                     |
| 1997 | Budapest, Hungría      | New Book Economy / International Symposium Marketing and Developing New Information Products and Services in Europe |
| 1998 | Budapest, Hungría      | Shaping the Knowledge Society                                                                                       |
| 1999 | Bratislava, Eslovaquia | Learning Society - Learning Organisation - Lifelong Learning                                                        |
| 2000 | Cracovia, Polonia      | Intellectual Property versus The Right to Knowledge?                                                                |
| 2001 | Vilna, Lituania        | Knowledge, Information and Democracy in the Open Society: the Role of the Library and Information Sector            |
| 2002 | Portoroz, Eslovenia    | Hum@n Beings and Information Specialists. Future Skills, Qualifications, Positioning                                |
| 2003 | Toruń, Polonia         | Information Policy and the European Union                                                                           |
| 2004 | Riga, Letonia          | Library and Information in Multicultural Societies                                                                  |
| 2005 | Budapest, Hungría      | Librarianship in the information age                                                                                |
| 2006 | Tallin, Estonia        | Information, Innovation, Responsibility: Information professional in the Network Society                            |
| 2007 | Praga, República Checa | Marketing of Information Services                                                                                   |
| 2008 | Zadar, Croacia         | Providing access to information for everyone                                                                        |
| 2009 | Oporto, Portugal       | Challenges for the new information professional                                                                     |
| 2010 | Parma, Italia          | Bridging the Digital Divide: Libraries providing access for all?                                                    |
| 2011 | Szombathely, Hungría   | Finding New Ways |
| 2012 | Ámsterdam, Holanda     | Information in e-motion                                                                                             |
| 2013 | Ankara, Turquía        | Collections to Connections: Turning the Libraries “Inside-Out”                                                      |
| 2014 | Barcelona, España      | Library (r)evolution: Promoting sustainable information practices                                                   |
| 2015 | Brno, República Checa  | Design, innovation, participation                                                                                   |
| 2016 | Lyon, Francia          | Information, libraries, democracy                                                                                   |
| 2017 | Tampere, Finlandia     | Improving Quality of Life through Information                                                                       |
| 2018 | Riga, Letonia          | The power of reading                                                                                                |
| 2019 | Osijek, Croacia        | Information and technology transforming lives: Connection, Interaction, Innovation                                  |
| 2020 | París, Francia         | Information management, fake news and disinformation                                                                |
| 2021 | Porto, Portugal        | Digital Transformation                                                                                              |
| 2022 | Debrecen, Hungría      | Data and Information Science                                                                                        |
| 2023 | Oslo, Noruega          | A New Era - Exploring the Possibilities and Expanding the Boundaries                                                |
| 2024 | Coimbra, Portugal      | Information Profession and Sustainable Development                                                                  |